# Realistički prikaz povreda
Realistički prikaz povreda, oboljenja i stanja (u daljem tekstu – realistički prikaz) je delatnost koja se bavi oblikovanjem veštačkih povreda i imitacijom stanja povređenih ili obolelih. Zadatak realističkog prikaza jeste da prikaže nastanak, izgled i posledice određene povrede ili stanja na što je moguće realističniji način. Taj zadatak se ispunjava korišćenjem različitih materijala, pribora i rekvizita ali i kombinovanjem znanja iz oblasti anatomije, geneze bolesti i stanja i pružanja prve pomoći.
Primena raznih boja, masti i mirisnih tečnosti prilikom ritualnih igara i svečnosti, a u cilju ulepšavanja lica i tela šminkanjem, poznata je još od praistorijskih vremena. Na taj način, čovek je želeo da što vernije izrazi i prikaže svoje duhovno stanje, iskaže svoje želje, radosti i zadovoljstva, a oslobodi se neugodnih osećanja i straha. 
Danas se realistički prikaz koristi upravo za oslobađanje od straha i to kod budućih medicinskih radnika i lica koja se obučavaju za prvu pomoć. Potreba za tim uočena je u Velikoj Britaniji, neposredno nakon Drugog svetskog rata, kada je primećeno da čak i najobučeniji i najstaloženiji pojedinci mogu da se ukoče u odlučujućim moentima kada su suočeni sa prizorima obilnih krvarenja, kostiju koje vire iz tkiva, velikih opekotina i sličnih povreda. 
Kako bi se taj problem rešio, likovno obikovanje veštačkih povreda i imitacija stanja uvedeni su u svakodnevnu nastavu u medicinskim školama. Time se postiglo razvijanje izvesne tolerancije na traumatične prizore kod mediciskih radnika. Ova disciplina se vremenom usavršavala i razvijala, pa je vremenom postala neizostavan deo svake obuke prve pomoći, takmičenja, pokaznih vežbi i smotri hitnih službi.
Realistički prikaz je na našim prostorima prihvaćen i razvijan u organizaciji Crvenog krsta. Začetnik ove discipline kod nas jeste Tomislav Ćuk, autor više izdanja knjiga o prvoj pomoći i realističkom prikazu povreda, oboljenja i stanja. Njegov rad poznat je širokoj publici zahvaljujući tome što je šminkao povrede za mnoge filmove, uključujući i „Bitku na Neretvi“ i „Boj na Kosovu“. Tomislav Ćuk bio je takođe jedan od organizatora takmičenja u prvoj pomoći i realističkom prikazu povreda, oboljenja i stanja na lokalnom, državnom i pokrajinskom nivou, na kom je do skoro bio i supervizor. 
Ovom disciplinom se danas na raličitim nivoima bave volonteri Crvenog krsta u skoro svakoj lokalnoj organizaciji, studenti medicinskih fakulteta, učenici medicinskih škola, studenti primenjenih umetnosti i naravno, umetnici koji se bave scenskom šminkom pa čak i pojedinci koji ove veštine razvijaju iz zabave, kao hobi i razbibrigu. 
U okviru Crvenog krsta, ove veštine se stiču na kursevima koji se organizuju na lokalnom,pokrajinskom ili državnom nivou, a povremeno i na kampovima posvećenim realističkom prikazu. Van Crvenog krsta, realistički prikaz se može naučiti na različitim kursevima, a uz malo istraživanja, čak i samostalno.

## Pimena realističkog prikaza
Ova kreativna aktivnost, često nazivana i morbidnom umetnošću, ima široku primenu. Mnogo pre obuka prve pomoći, koristila se u pozorištu kao oblik scenske šminke, zatim i na filmu, a od skoro i u muzičkim spotovima. Realistički prikaz se, češće na Zapadu ali i kod nas, primenjuje u zabavne svrhe. Veštačke povrede su postale vrlo popularna maska za maskenbale i zabave.
Ipak, najvažnija primena ove delatnosti jeste ona koja spašava živote. U modernim obukama prve pomoći, od obučenih lica se zahteva da:
- Prepoznaju najrazličitije vrste povreda
- Utvrde stanje u kom se nalazi povređena osoba
- Budu mentalno stabilni i spremni da reaguju smireno, ali brzo,tačno i racionalno.

Ove veštine se mogu steći učenjem prve pomoći u saradnji sa šminkerima i glumcima koji mogu da oblikuju povrede koje izgledaju kao prave i da ih odglume, zajedno sa najčešćim stanjima sa kojima se mogu susresti lica koja pružaju prvu pomoć.

## Materijali i rekviziti
U koferu za realistički prikaz postoji mnogo interesantnih stvari. Većina njih se koristi za oblikovanje i bojenje veštačkih povreda, manji deo njih služi za prikaz pogoršanog zdravstvenog stanja ili propratnih simptoma povrede, a deo opreme služi i kao rekvizit koji će scenu učiniti realističnijom ili poslužiti kao sredstvo povređivanja. Svi oni zajedno omogućavaju da scena povređivanja ili pogoršanja stanja izgleda realistično i poluži svrsi.

### Materijali
Najosnovniji i najvažniji materijal u realističkom prikazu jeste masa koja imitira kožu i tkivo povređene osobe. Masa se pravi od lepka za tapete, soli, vode i pudera u prahu u nijansi koja odgovara boji kože povređenog. Pomoću mase možemo prikazati posekotine, razderotine,oguljotine, modrice, otekline, otvorene prelome i mnogo drugih rana sasvim bezbedno,a opet realistično.
Pošto je masa boje kože, potrebno nam je nešto što će je obojiti u crvenu za krv i tkivo, plavu za modrice i otekline, belu za bledilo i tome slično. To nas dovodi do drugog najvažnijeg materijala – boje. Boje za realistički prikaz prave se od vazelina, jestive boje u prahu i tempere. Najčešće korišćene boje su svetlo crvena (krv i tkivo), tamno crvena (koagulisana krv) i plava (modrice, unutrašnje krvarenje). Pored njih, koriste se i žuta i zelena boja (za stadijume modrica), kao i bela boja za bledilo i crna za opekotine.
U pripremi opekotina takođe se koriste i listići želatina koji nakon izlaganja plamenu sveće izgledaju kao koža oštećena trećim stepenom opekotine. Ista povreda se dočarava i pomoću pepela, OHO lepka i gela za kosu (za plikove). Graške znoja karakteristične za neka stanja mogu se dobiti mešanjem vode i eteričnog ulja i raspršivanjem mešavine na lice glumca.
Takođe, za pripremu povreda kao što su otvoreni prelomi koriste se iskuvane i izbeljene pileće kosti kao imitacija ljudskih kostiju.
Ekipe realističkog prikaza uglavnom drže u kutijama za alat zbog preglednosti i dostupnosti, budući da se u mnogim situacijama njihova brzina mnogo ceni.
Pored navedenih, u realističkom prikazu koriste se i mnogi drugi materijali koje možete naći u kuhinji, radionici, umetničkom studiju ili torbici za šminku. Profesonalni kostimografi i scenski šminkeri koriste dosta drugačiji pribor kao što je silikon i lateks, kao i boje za plasiku. To omogućava da njihove veštačke povrede traju mnogo duže ali u našoj zemlji, nažalost, takvi specijalizovani paketi za realistički prikaz nisu lako dostupni kao što je slučaj na zapadu gde već spadaju u obavezan deo pripreme za, na primer, Noć veštica.

### Rekviziti
Rekviziti u većem delu služe za nastanak povrede pa su to uglavnom noževi, satare, pištolji, motorne testere, veštačko staklo i tome slično. Neke povrede se mogu zadobiti samo padom sa visine ili u saobraćajnoj nezgodi, pa su nam nekad potrebni i veći rekviziti poput merdevina, stolica i stolova, pa čak i automobila.
Važnu ulogu u realističkom prikazu čini i odeća i to udobna odeća koja može da se prlja, sa što više džepova za šminkera i odeća za markirante (glumce, simulante) koja može da se prlja,cepa, seče i koja odgovara situaciji koju glumac pokušava da prikaže. Kada se situacija (supozcija) osmišljava, moraju se imati u vidu dostupni rekviziti kako bise prilagodio metod povređivanja. Ostatak rekvizita koji se koriste u realističkom prikazu jesu objekti koji čine situaciju realističnijom. Tako ćemo, na primer, ukoliko se povreda odigrala na kampovanju, pored roštilja koji je služio kao sredstvo nastajanja opekotine ili noža koji je izazvao posekotinu, dodati i kamperski ranac, termos, opremu za pecanje ili mali šator kako bismo zaokružili opšti utisak posmatrača.
Posebna pažnja se pridaje autentičnosti scene na takmičenju iz realističkog prikaza, kako bi se ekipe prve pomoći navikle na situacije što sličnije onim realnim.

## Takmičenje
Pošto se većina opštinskih organizacija Crvenog krsta u Srbiji bavi realističkim prikazom, organizovano je takmičenje koje se zajedno sa takmičenjem iz prve pomoći, odvija svake godine. Takmičenje je najbolja prilika da se volonteri motivišu, druže i razmenjuju iskustva uz malo prijateljske konkurencije.

### Nivoi takmičenja
Takmičenje se organizuje na opštinskom, regionalnom(pokrajinskom) i državnom nivou. Na opštinskom takmičenju se takmiče najmanje tri ekipe od kojih jedna najbolja predstavlja opštinu na regionalnom takmičenju. Najbolje tri ekipe sa regionalnog takmičenja se plasiraju na državno takmičenje.
Takođe, ekipe koje se takmiče na državnom nivou imaju obavezu da šminkaju i glume na poligonima takmičenja iz prve pomoći koje se, po tradiciji, održava dan kasnije.

### Organizacija ekipa
Ekipe za realistički prikaz povreda, oboljenja i stanja sastoje se od tri člana:
- Šminkera,
- Markiranta za stanje i
- Markiranta za povredu.

Ekipa ima zadatak da u zavisnosti od zadate povrede i stanja smisli scenario (supoziciju), da našminka povredu i poneke simptome stanja (bledilo,crvenilo, modro lice, orošenost znojem i slično). Nakon šminkanja, ekipa postavlja rekvizite smisleno na ograničen prostor namenjen za odigravanje supozicije. Taj prostor mora biti bezbedan i usklađen sa situacijom iz supozicije. Obično se naziva poligon.

### Vremenska ograničenja
Šminker ima 30 minuta da našminka povredu i propratne simptome na oba markiranta i odredi im odeću u skladu sa supozicijom i da zajedno sa njima postavi rekvizite na poligon. Nakon toga, markiranti imaju ukupno 15 minuta da odigraju scenu povređivanja i javljanja stanja. Ukoliko je šminker sakrio povredu na markirantu (pokrio je odećom ili sakrio nekim rekvizitom) scena može imati dramski uvod. Sa druge strane, ukoliko je povreda vidljiva, supozicija mora otpočeti momentom povređivanja.

### Realistički prikaz na poligonima prve pomoći
Poligoni za takmičenje iz prve pomoći se u mnogome razlikuju od poligona za realistički prikaz. Poligoni za realistički prikaz su takmičarskog i revijalnog karaktera, dok se poligoni prve pomoći dele na takmičarske poligone i poligone koji služe za pripremanje spasilaca za realne situacije.
Pripremanje spasilaca za realne situacije jeste odgovoran posao i zahteva iskustvo i odmerenost. Markiranti koji glume na ovim poligonima moraju biti odmereni i ne smeju odavati previše informacija. Moraju verodostojno prikazati stanja šoka, uplašenosti i zbunjenosti koja se javljaju kod unesrećenih osoba. Takođe moraju da se stvarno unesu u ulogu i isključe svoja predznanja iz prve pomoći kako ne bi pomagali spasiocima već se ponašali kao prava unesrećena osoba.
Ovakvi poligoni su često deo velikih pokaznih vežbi za službe delovanja u nesrećama koje se redovno organizuju kako bi ekipe ovih službi ostale u pripravnosti. Pored pokaznih vežbi za treniranje ekipa za delovanje u nesrećama, Crveni krst organizuje i pokazne vežbe u cilju promocije prve pomoći i privlačenja novih volontera.
Na takmičenjima u prvoj pomoći, poligoni se sastoje od četiri ili pet povređenih osoba i opciono jedne osobe sa pogoršanim zdravstvenim stanjem. To znači da poligon za prvu pomoć iziskuje pet ili šest markiranata. Uz svakog markiranta ide i jedan pozicioni sudija koji ocenjuje člana ekipe prve pomoći koji radi na toj povredi ili stanju. Na poligonu se, osim markiranata i pozicionih sudija nalaze i jedan glavni sudija, kao i glavni šminker i pomoćni šminkeri čiji broj nije određen. Šminkeri pod vođstvom glavnog šminkera izrađuju povrede i popravljaju ih u pauzama između ekipa koje se takmiče. Glavni šminker i glavni sudija dogovaraju dužine pauza, smene markiranata kao i njihov raspored.
Markiranti se na ovim poligonima trude da što plastičnije prikažu svoja stanja i povrede, budući da ih saniraju članovi ekipa podmlatka (deca od 4—8. razreda) i omladine (mladi od 1. Razreda srednje škole do 25 godina) sa različitim nivoima poznavanja prve pomoći i različitim iskustvom. U zavisnosti od toga da li rade sa ekipom podmlatka ili omladine, šminkeri markirante upućuju na viši ili niži nivo saradnje i popustljivosti prema članovima ekipe jer se ekipe ocenjuju i u kategorijama ukazivanja na samopomoć i komunikacije sa povređenim.Pored poligona za realistički prikaz i prvu pomoć postoje i zabavni,odmorni i edukativni poligoni. Ovi poligoni se postavljaju između radnih poligona prve pomoći i služe da se, kako im sami nazivi govore, ekipe zabave, odmore ili nauče nešto.
Državna takmičenja uglavnom imaju neku temu poput sportskih povreda, saobraćajnih nezgoda ili kampovanja. Teme su usklađene sa mestom održavanja pa su tako poslednjih nekoliko takmičenja održavana na Košutnjaku, Avali i terenima Nacionalne vozačke akademije – NAVAK. Jedan od zabavnih poligona na NAVAK-u bio je simulator okretanja vozila što je najbolji pokazatelj usklađenosti teme takmičenja i poligona.

## Realistički prikaz kao zabava i hobi
Kao što je u prethodnom tekstu već pomenuto, na zapadu je realistički prikaz i njegova upotreba na dosta razvijenijem nivou i češće se primenjuje. Moderni materijali i alati omogućavaju mnogo veću slobodu u izradi povreda ali sa druge strane, omasovljavanjem i olakšavanjem, kao i sve druge delatnosti, gubi na vrednosti.
Omasovljavanje realističkog prikaza u ovom delu sveta izazvali su brojni kursevi istog. Polaznici ovih kurseva su u mogućnosti da za određenu sumu novca nauče da koriste osnovni paket dok se za malo napredniji nivo moraju potruditi sami i to uglavnom na godišnjim konvencijama ili pak na kursevima koje organizuju fakulteti koji se bave scenskom šminkom, maskom i specijalnim efektima.
Jedna od organizatorki kurseva koja se ističe kvalitetom rada i organizacije kurseva jeste Daniel Rut. U njenoj ponudi se nalazi više kurseva budući da se ona pored realističkog prikaza, bavi i profesionalnim šminkanjem, scenskom prostetikom i slikarstvom. Kursevi se odvijaju u grupama od po najmanje četiri, a najviše deset polaznika i razlikuju se u trajanju i nivou rada.

## Literatura
- Tomislav Ćuk, Crveni krst Srbije;Crveni krst Vojvodine, 2006. Realističko prikazivanje povreda i imitacija stanja povređenih.
- Zvanični sajt Crvenog krsta Srbije - http://www.redcross.org.rs/
- Zvanični sajt Daniele Rut (Danielle Ruth) – www.wowfx.com.au

## Spoljašnje veze
- Daniel Rut